# Padrão Widmanstätten

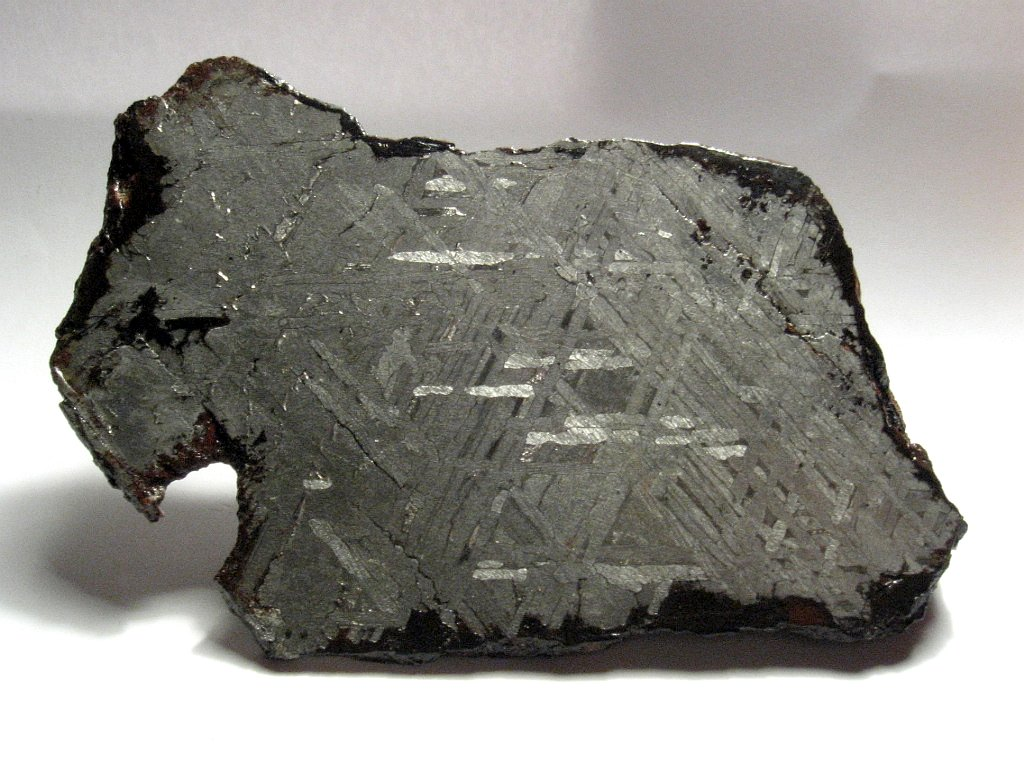
Segmento do meteorito Toluca, com cerca de 10 cm de largura

Os padrões Widmanstätten, também conhecidos como estruturas de Thomson, são figuras de longas fases de níquel-ferro, encontradas nas formas octaédritas de cristais de meteoritos de ferro e em alguns paleositos.
Os meteoritos de ferro são muitas vezes formados a partir de um único cristal de liga de ferro-níquel ou, às vezes, de vários cristais grandes que podem ter muitos metros de tamanho e muitas vezes não possuem qualquer limite cristalino discernível na superfície. Cristais grandes são extremamente raros em metais e, em meteoros, ocorrem devido ao resfriamento extremamente lento de um estado fundido no vácuo do espaço quando o sistema solar se formou. Uma vez no estado sólido, o resfriamento lento permite que a solução sólida se precipite em uma fase separada que cresce dentro da rede cristalina, a qual se forma em ângulos bastante específicos determinados pela rede. Nos meteoros, esses defeitos intersticiais podem crescer o suficiente para preencher todo o cristal com estruturas semelhantes a agulhas ou a fitas facilmente visíveis a olho nu, consumindo quase inteiramente a estrutura original. Eles consistem em uma fina intercalação de faixas ou fitas de kamacita e taenita chamadas lamelas. Comumente, uma mistura de granulação fina de kamacita e taenita chamada plessita pode ser encontrada nas lacunas entre as lamelas.
As estruturas de Widmanstätten descrevem características análogas em aços modernos, titânio e ligas de zircônio, mas geralmente são microscópicas.

## Descoberta

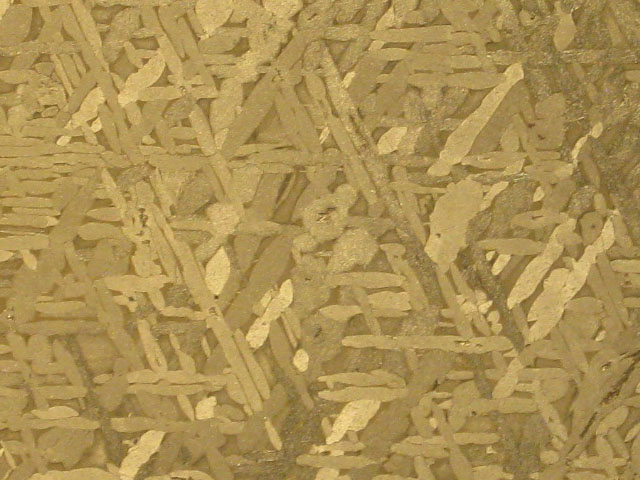
Padrão Widmanstätten no meteorito Staunton

Em 1808, estas figuras foram observadas pelo Conde Alois von Beckh Widmanstätten, diretor da Fábrica de Porcelana Imperial de Viena. Enquanto a chama aquecia os meteoritos de ferro, Widmanstätten notou uma diferenciação na cor e na zona de brilho à medida que as várias ligas de ferro oxidavam em velocidades diferentes. Ele não publicou suas descobertas, reivindicando-as apenas por meio de comunicação oral com seus colegas. A descoberta foi reconhecida por Carl von Schreibers, diretor do Gabinete de Minerais e Zoologia de Viena, que deu à estrutura o nome de Widmanstätten.  :124 No entanto, acredita-se agora que a descoberta do padrão cristalino do metal deve ser atribuída ao mineralogista inglês William ( <i id="mwQA">Guglielmo</i> ) Thomson, pois ele publicou as mesmas descobertas quatro anos antes.   
Trabalhando em Nápoles em 1804, Thomson utilizou ácido nítrico em um meteorito de Krasnojarsk para remover a pátina fosca causada pela oxidação. Pouco depois de o ácido entrar em contato com o metal, figuras estranhas apareceram na superfície, que ele detalhou conforme descrito acima. As guerras civis e a instabilidade política no sul da Itália dificultaram que Thomson mantivesse contato com os seus colegas na Inglaterra. Isso foi demonstrado pela perda de correspondência importante quando o portador foi assassinado. Como resultado, em 1804, as suas descobertas só foram publicadas em francês na Bibliothèque Britannique. :124–125  No início de 1806, Napoleão invadiu o Reino de Nápoles e Thomson foi forçado a fugir para a Sicília. 
Em novembro daquele ano, ele morreu em Palermo aos 46 anos. Em 1808, o trabalho de Thomson foi novamente publicado postumamente em italiano (traduzido do manuscrito original em inglês) na Atti dell'Accademia Delle Scienze di Siena. As guerras napoleônicas obstruíram os contatos de Thomson com a comunidade científica e com as suas viagens pela Europa. Além disso, sua morte precoce obscureceu as suas contribuições por muitos anos.

## Nome
Os nomes mais comuns para essas figuras são padrões de Widmanstätten e estruturas de Widmanstätten. Porém, existem algumas variações de grafia:
- Widmanstetter (proposto por Frederick C. Leonard ) [11]
- Widmannstätten (usado, por exemplo, para a cratera lunar Widmannstätten )
- Widmanstatten (anglicizado)

Devido à prioridade da descoberta de G. Thomson, vários autores sugeriram chamar essas figuras de estruturas Thomson ou de estruturas Thomson -Widmanstätten.  

## Mecanismo de formação de lamelas

Diagrama de fases explicando como o padrão se forma. O primeiro ferro meteórico é composto exclusivamente de taenita. Ao esfriar, ele passa por um limite de fase onde a kamacita é dissolvida da taenita. O ferro meteórico, com menos de 6% de níquel (hexaedro), é completamente transformado em kamacita.

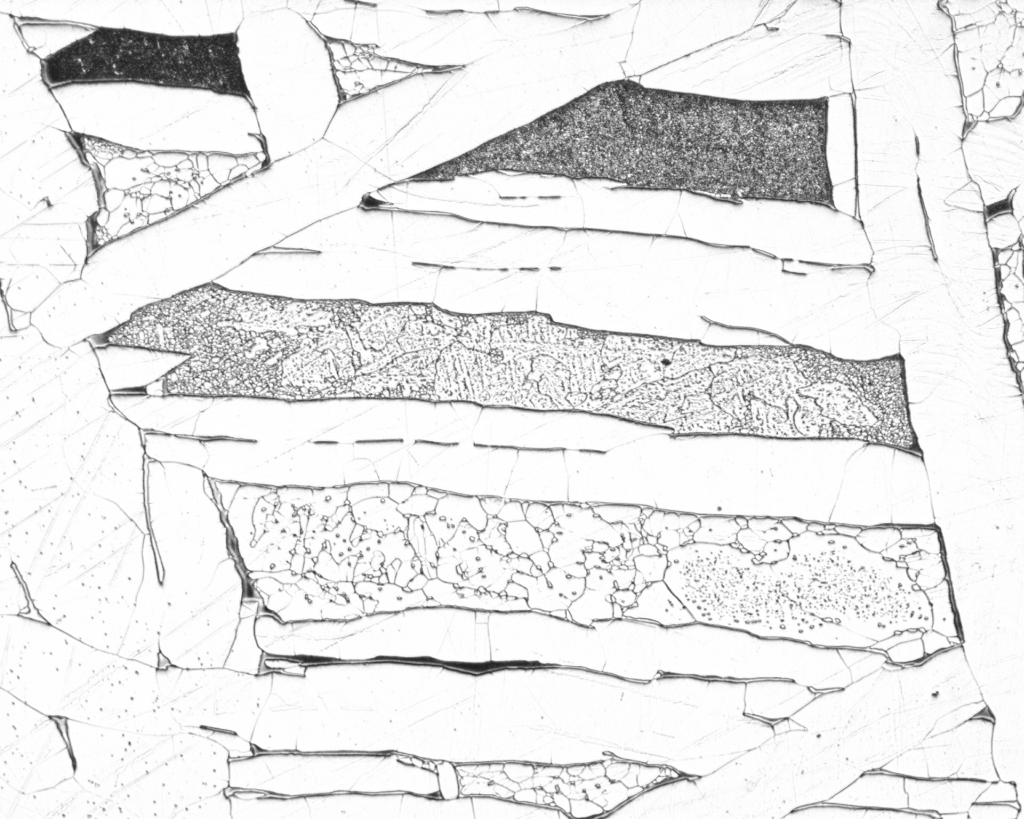
Padrão Widmanstätten, seção polida metalográfica

O ferro e o níquel formam ligas homogêneas em temperaturas abaixo do ponto de fusão; essas ligas são a taenita. Em temperaturas abaixo de 900 a 600 °C (dependendo do teor de Ni), duas ligas com diferentes teores de níquel são estáveis: kamacita com um menor teor de Ni (5 a 15% de Ni) e taenita com um alto teor de Ni (de até 50%). Os meteoritos octaedritos possuem um teor de níquel intermediário entre o padrão da kamacita e da taenita. Isso leva, sob condições de resfriamento lento, à precipitação de kamacita e ao crescimento de placas de kamacita ao longo de certos planos cristalográficos na rede cristalina da taenita.
A formação de kamacita pobre em Ni ocorre pela difusão de Ni na liga sólida em temperaturas entre 450 e 700 °C, e só pode ocorrer durante um resfriamento muito lento, cerca de 100 °C/Myr a 10.000 °C/Myr, com tempos totais de resfriamento de 10 Myr ou menor. Isso explica o porquê desta estrutura não poder ser reproduzida em laboratório.
Os padrões cristalinos tornam-se visíveis quando os meteoritos são cortados, polidos e gravados com ácido, porque a tenite é mais resistente ao ácido.

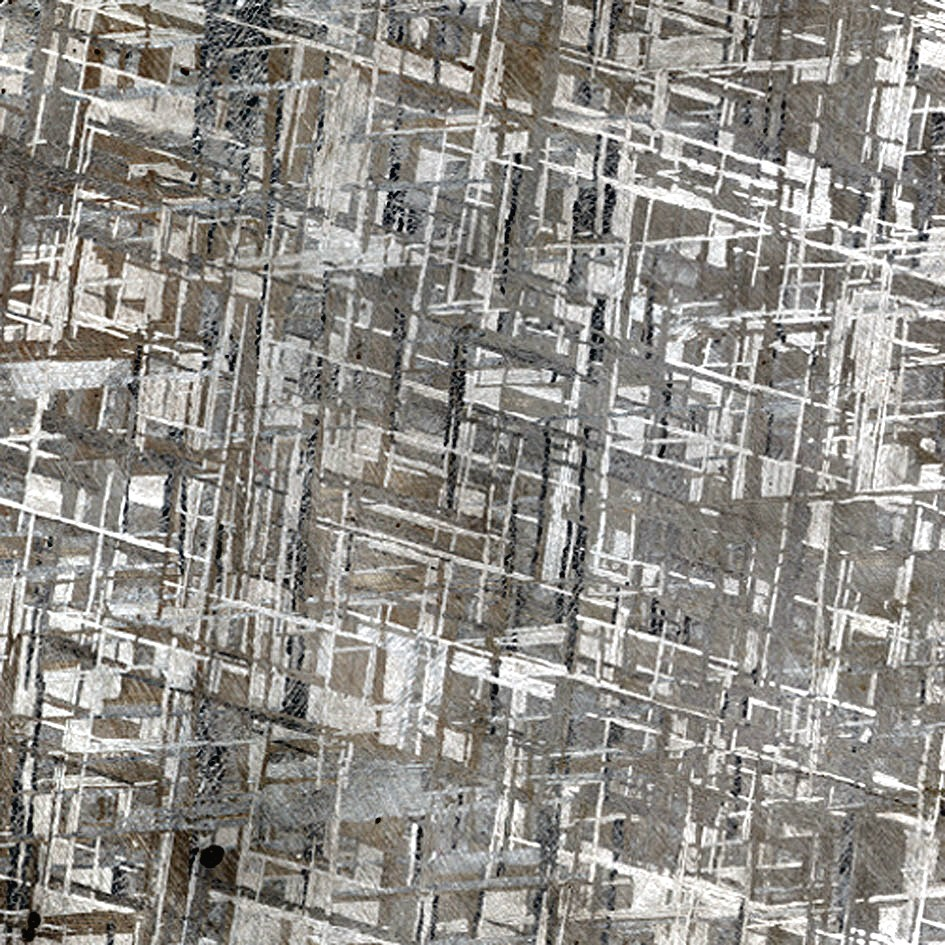
O padrão fino de Widmanstätten (lamelas de 0,3 mm de largura) em um meteorito Gibeon.

A dimensão das lamelas da kamacita varia da mais grossa à mais fina (de acordo com o seu tamanho) à medida que o teor de níquel aumenta. Esta classificação é chamada de classificação estrutural .

## Uso
Como os cristais de níquel-ferro crescem até alguns centímetros de tamanho apenas quando o metal sólido esfria a uma taxa excepcionalmente lenta (por longos milhões de anos), a presença desses padrões  fortemente sugere uma origem extraterrestre do material e pode ser usada para indicar se um pedaço de ferro pode ter vindo de um meteorito. 

## Preparação

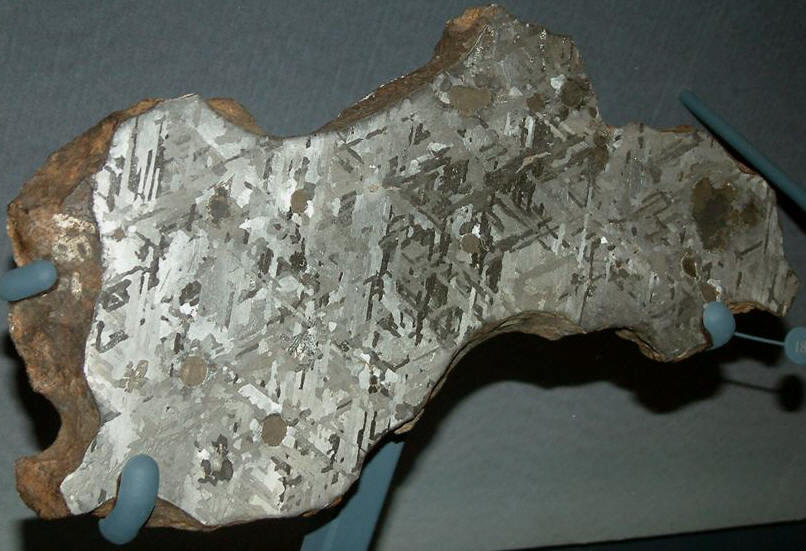
Fatia gravada de um meteorito Canyon Diablo mostrando um padrão de Widmanstätten

Os métodos usados para revelar o padrão de Widmanstätten em meteoritos de ferro variam. Na maioria das vezes, a fatia é moída e polida, limpa e marcada com um produto químico como ácido nítrico ou cloreto férrico, lavada e seca. 

## Forma e orientação

Octaedro

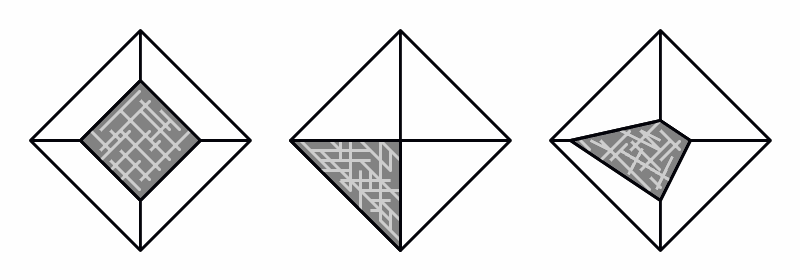
Diferentes cortes produzem padrões Widmanstätten diferentes

Cortar o meteorito ao longo de diferentes planos afetam a forma e a direção das figuras de Widmanstätten porque as lamelas de kamacita nos octaedritos estão dispostas com precisão. Octaedritos derivam seu nome da estrutura cristalina paralela a um octaedro. As faces opostas são paralelas e, embora um octaedro tenha 8 faces, existem apenas 4 conjuntos de placas de kamacita. Raramente, ferro e níquel-ferro formam cristais com uma estrutura octaédrica externa, mas essas orientações ainda são claramente detectáveis cristalograficamente sem o hábito externo. Cortar um meteorito octaédrito ao longo de planos diferentes (ou qualquer outro material com simetria octaédrica, a qual é uma subclasse de simetria cúbica) resultará em um destes casos:
- corte perpendicular em um dos três eixos (cúbicos): dois conjuntos de linhas perpendiculares entre si
- corte paralelo em uma das faces do octaedro (cortando todos os 3 eixos cúbicos na mesma distância do centro cristalográfico) : três conjuntos de linhas dispostas em ângulos de 60° entre si
- qualquer outro ângulo: quatro conjuntos de linhas com diferentes ângulos de intersecção

## Estruturas em materiais não-meteoríticos
O termo estrutura Widmanstätten também é usado em materiais não meteoríticos para indicar uma estrutura com um padrão geométrico resultante da formação de uma nova fase ao longo de certos planos cristalográficos da fase original, como estruturas entrelaçadas encontradas em algumas ligas de zircônio. As estruturas de Widmanstätten se formam devido ao crescimento de novas fases dentro dos limites dos grãos dos metais originais, geralmente aumentando a dureza e a fragilidade do metal. As estruturas se formam devido à precipitação de uma única fase cristalina em duas fases separadas. Desta forma, a transformação de Widmanstätten difere de outras transformações, como a transformação martensítica ou ferrítica. As estruturas se formam em ângulos muito precisos, que podem variar dependendo da disposição das redes cristalinas. Geralmente são estruturas muito pequenas que devem ser vistas através de um microscópio porque geralmente é necessária uma taxa de resfriamento muito longa para produzir estruturas visíveis a olho nu. No entanto, eles geralmente têm um grande e muitas vezes indesejável efeito nas propriedades da liga.
As estruturas de Widmanstätten tendem a se formar dentro de uma certa faixa de temperatura, aumentando com o tempo. No aço carbono, por exemplo, as estruturas de Widmanstätten se formam durante o revenido se o aço for mantido dentro de uma faixa em torno de 500 ºF (260 ºC) por longos períodos de tempo. Essas estruturas se formam como cementitas que crescem em forma de agulha ou placa dentro dos limites cristalinos da martensita. Isto aumenta a fragilidade do aço de uma forma que só pode ser reduzida pela recristalização. Estruturas Widmanstätten feitas de ferrita, às vezes, ocorrem em aço carbono, se o teor de carbono estiver abaixo, mas próximo da composição eutetóide (~ 0,8% de carbono). Isto ocorre como longas agulhas de ferrita dentro da perlita.
As estruturas de Widmanstätten também se formam em muitos outros metais. Eles formar-se-ão no latão, principalmente, se a liga tiver um teor muito alto de zinco, tornando-se agulhas de zinco na matriz de cobre. As agulhas geralmente se formam quando o latão esfria da temperatura de recristalização e se tornam muito grossas se o latão for recozido a 1.112ºF (600 ºC) por longos períodos. O ferro telúrico, que é uma liga de ferro-níquel muito semelhante aos meteoritos, também apresenta estruturas de Widmanstätten muito grossas. O ferro telúrico é ferro metálico, e não um minério (no qual o ferro geralmente é encontrado), e se originou na Terra e não no espaço. O ferro telúrico é um metal extremamente raro, encontrado apenas em alguns lugares do mundo. Assim como os meteoritos, as estruturas muito grossas de Widmanstätten desenvolvem-se muito provavelmente através de um arrefecimento muito lento, exceto que o arrefecimento ocorre no manto e na crosta terrestre e não no vácuo e na microgravidade do espaço. Tais padrões também foram observados na amoreira, uma liga ternária de urânio produz uma fase monoclínica ɑ″ após envelhecimento em temperatura igual ou inferior a 400 °C por períodos de minutos a horas.

Quando um meteorito de ferro é forjado em uma ferramenta ou arma, os padrões de Widmanstätten permanecem, mas tornam-se esticados e distorcidos. Os padrões geralmente não podem ser totalmente eliminados pela ferraria, mesmo através de trabalho extensivo. Quando uma faca ou ferramenta é forjada em ferro meteórico e depois polida, os padrões aparecem na superfície do metal, embora distorcidos, mas tendem a reter algumas das formas octaédricas originais e a aparência de finas lamelas entrecruzadas.